# Marsdenia beckii
Marsdenia beckii är en oleanderväxtart som beskrevs av G. Morillo. Marsdenia beckii ingår i släktet Marsdenia och familjen oleanderväxter. Inga underarter finns listade i Catalogue of Life.